# Juliette Bergmann
Juliette Bergmann (Vlaardingen, 30 de noviembre de 1958) es una culturista profesional neerlandesa.

## Primeros años y educación
Bergmann (nacida como Juliette Maria Suzanna Bergmann) nació en Vlaardingen, localidad de Países Bajos, de madre neerlandesa y padre indonesio. Es una de cinco hijos, con un hermano mayor, dos hermanos menores y una hermana menor. Su hermana menor es culturista como ella. Durante su infancia perdió a dos hermanos, lo que causó mucho dolor a su madre, que hizo recaer una mayor responsabilidad en Juliette, la mayor de los hijos vivos. Ese periodo de su vida, según ella, la convirtió en una persona disciplinada y responsable.
Después de terminar la escuela, estudió gestión financiera, periodismo y entrenamiento físico. Se casó (con el apellido Meijer) en 1975, pero se divorció en 1985.

## Carrera en el culturismo

### Amateur
Comenzó a entrenar para perder peso en 1981 con su ex marido tras asistir a un concurso de culturismo femenino en el que se llevó una muy buena impresión de los competidores. En 1982, se presentó a su primera competición, en la que quedó primera. En 1983, decidió convertirse en culturista después de asistir a un concurso de culturismo en 1983 y observar el buen aspecto de las chicas.

### Profesional
1984-2000
En 1984, ganó el Campeonato Nacional de Holanda y repitió como campeona en 1985. Ese mismo año se clasificó para el Campeonato Mundial de Aficionados, donde consiguió el primer puesto. A finales de 1985 compitió en su primer Ms. Olympia, pero le fue mal con un 14º puesto. Sin embargo, en 1986 logró un éxito importante al ganar el Campeonato Mundial Pro, quedar segunda (por un punto) en el Ms. International y sexta en el Ms. Olympia. En el Campeonato Mundial Pro de 1988, apenas una hora antes del espectáculo, se le comunicó que había dado positivo en el control antidopaje y fue descalificada. Después de 1989, planeó tomarse un año de descanso de la competición y volver a competir en 1991, pero sus planes se desbarataron cuando sufrió una grave rotura de tobillo por el ataque de un perro (doberman). No pudo volver a entrenar en serio durante un par de años. Desde 1991, ha sido juez profesional y secretaria/tesorera de la NBBF (Federación Holandesa de Culturismo y Fitness).
2001-2003
En 2001, Bergmann regresó a la competición tras doce años de ausencia, durante los cuales trabajó como juez de la IFBB. Al participar en el concurso de Ms. Olympia, obtuvo el primer puesto en la categoría de peso ligero, y derrotó a la ganadora de la categoría de peso pesado, Iris Kyle, para ganar el título general, la única vez en la historia de Ms. Olympia que la ganadora de la categoría de peso ligero ha ganado el título general. Repitió como ganadora de la categoría de peso ligero en 2002 y 2003, perdiendo el título general ante Lenda Murray ambos años.

### Retiro
Después del Ms. Olympia del año 2003 Bergmann se retiró del culturismo.

### Legado
Bergmann es una de las culturistas neerlandesas más exitosas del mundo, al ser la única culturista del país que ha ganado el Ms. Olympia. Desde el 26 de octubre de 2001 hasta el 28 de febrero de 2003, ocupó el primer puesto en la lista de clasificación profesional de culturismo femenino de la IFBB. Bergmann ha sido citada como el "ideal griego", en el que las medidas de bíceps, pantorrillas y cuello son similares, al igual que las de cintura y muslos. En enero de 2009, Juliette fue incluida en el Salón de la Fama de la IFBB. Desde 2009, fue presidenta de la IFBB en los Países Bajos (Federación Holandesa de Fisicoculturismo y Fitness), directora de la IFBB de Tailandia, miembro del consejo ejecutivo de la IFBB y presidenta del comité de fitness de la EBFF.

### Historial competitivo
- 1982 - Ms. Randstad – 1º puesto (LW)
- 1982 - Twentse Open Championship – 1º puesto (LW)
- 1983 - Ms. Elegance – 2º puesto
- 1983 - Dutch Grand Prix – 3º puesto
- 1983 - Davina Challenge Cup – 3º puesto
- 1983 - Gold Cup – 2º puesto
- 1983 - Dutch Championships – 3º puesto
- 1984 - Dutch Grand Prix – 2º puesto
- 1984 - IFBB European Championships – 7º puesto (LW)
- 1984 - Dutch Championships – 1º puesto (LW y Overall)
- 1985 - Dutch Championships – 1º puesto (LW y Overall)
- 1985 - IFBB European Championships – 1º puesto (LW)
- 1985 - IFBB World Amateur Championships – 1º puesto (LW)
- 1985 - IFBB Ms. Olympia – 15º puesto
- 1986 - IFBB Pro World Championship – 1º puesto
- 1986 - IFBB Pro World Championship mixed pairs (con Tony Pearson) – 1º puesto
- 1986 - Ms. International – 2º puesto
- 1986 - Los Angeles Pro Championship – 2º puesto
- 1986 - IFBB Ms. Olympia – 6º puesto
- 1986 - IFBB Pro World Championship – 7º puesto
- 1986 - IFBB Pro World Mixed Pairs – 2º puesto
- 1987 - IFBB Ms. Olympia – 9º puesto
- 1988 - IFBB Pro World Championship – descalificada
- 1988 - IFBB Ms. Olympia – 13º puesto
- 1989 - IFBB Pro World Championship – 15º puesto
- 2001 - IFBB Ms. Olympia – 1º puesto (LW y Overall)
- 2002 - IFBB Ms. Olympia – 1º puesto (LW)
- 2003 - IFBB Ms. Olympia – 1º puesto (LW)[10]

## Vida personal
En 1985 se trasladó a Middelharnis (Países Bajos), donde vivió con su hermana y una amiga. Tiene una editorial, una agencia de viajes y asiste al gimnasio Ironman. Cuando no viaja, está en la oficina durante el día y por las noches trabaja en el gimnasio. Viaja mucho y también posa como invitada. Intercambia estancias entre Países Bajos y Tailandia.